# Wonorejo (Selomerto)
Wonorejo is een bestuurslaag in het regentschap Wonosobo van de provincie Midden-Java, Indonesië. Wonorejo telt 2261 inwoners (volkstelling 2010).